# Dirk Baert
Dirk Baert (Zwevegem, Flandes Occidental, 14 de febrer de 1949) va ser un ciclista belga, que fou professional entre 1970 i 1984. Va combinar la seva participació en curses en carretera amb el ciclisme en pista, arribant a ser campió del món en persecució el 1971.

## Palmarès en pista
- 1968
  -  Campió de Bèlgica en quilòmetre
- 1965
  -  Campió de Bèlgica en tàndem (amb Willy Debosscher)
- 1970
  -  Campió de Bèlgica en persecució
- 1971
  -  Campió del món en persecució
- 1974
  -  Campió de Bèlgica en persecució
- 1975
  -  Campió de Bèlgica en persecució
- 1976
  -  Campió de Bèlgica en persecució
- 1977
  -  Campió de Bèlgica en persecució
- 1981
  -  Campió de Bèlgica en persecució
- 1984
  -  Campió de Bèlgica en òmnium

## Palmarès en ruta
- 1972
  - 1r al Stadsprijs Geraardsbergen
  - Vencedor de 2 etapes a la Volta a Luxemburg
- 1973
  - 1r al Gran Premi Stad Vilvoorde
  - Vencedor d'una etapa al Tour de l'Oise i del Somme
- 1974
  - 1r al Circuit des frontières
  - Vencedor d'una etapa a la Volta a Bèlgica
- 1975
  - 1r a l'Omloop van de Vlaamse Scheldeboorden
- 1976
  - 1r a Le Samyn
- 1977
  - Vencedor d'una etapa als Tres dies de De Panne-Koksijde
- 1978
  - 1r a la Brussel·les-Ingooigem
  - Vencedor d'una etapa als Tres dies de De Panne-Koksijde
  - Vencedor d'una etapa a l'Omloop Mandel-Leie-Schelde
- 1979
  - 1r al Gran Premi del 1r de maig
- 1980
  - 1r a la Gullegem Koerse

### Resultats al Tour de França
- 1974. 93è de la classificació general

### Resultats al Giro d'Itàlia
- 1979. Abandona